# Manel Expósito
Manel Expósito Presseguer (Barcelona, 29 de noviembre de 1981) es ex un futbolista español que jugaba como delantero.

## Trayectoria
Expósito debutó con el Barcelona el 16 de noviembre de 2003, durante un amistoso contra el Oporto que servía para inaugurar el Estádio do Dragão. Este encuentro también fue el debut de Messi con el primer equipo del Barça, constituyéndose para ambos como el debut no oficial con la primera plantilla. Expósito nunca disputaría un partido oficial para el club azulgrana, sin embargo aparecería de nuevo en otro amistoso contra el Olympique de Marsella en 2004.[cita requerida]
Tras salir de Barcelona, Expósito jugó varios años las ligas menores españolas antes de llegar a Auckland en 2011. Ya en Nueva Zelanda, ayudó a su club a ganar la Liga de Campeones de la OFC 2011/12, clasificándose así para la Copa Mundial de Clubes de la FIFA 2012, en donde el elenco neozelandés quedó eliminado primera fase. A mediados de 2013, regresó al fútbol profesional firmando con el K.A.S. Eupen belga por dos años. Se retiró en 2015, una vez finalizado su contrato.

## Clubes
| Club                        | País          | Año         |
| --------------------------- | ------------- | ----------- |
| UE Vic                      | España        | 1999 - 2000 |
| CE Júpiter                  | España        | 2000 - 2001 |
| UE Sant Andreu              | España        | 2001 - 2003 |
| FC Barcelona B              | España        | 2003 - 2005 |
| Atlético de Madrid C        | España        | 2005 - 2006 |
| AD Alcorcón                 | España        | 2006        |
| UE Figueres                 | España        | 2007        |
| Benidorm                    | España        | 2007 - 2008 |
| Gramenet                    | España        | 2008 - 2009 |
| Atlético Ciudad             | España        | 2009 - 2010 |
| Cerro de Reyes              | España        | 2010        |
| Auckland City Football Club | Nueva Zelanda | 2011 - 2013 |
| K.A.S. Eupen                | Bélgica       | 2013 - 2015 |

## Palmarés

### Campeonatos nacionales
| Título          | Club          | País          | Año  |
| --------------- | ------------- | ------------- | ---- |
| ASB Charity Cup | Auckland City | Nueva Zelanda | 2011 |

### Copas internacionales
| Título               | Club          | País          | Año     |
| -------------------- | ------------- | ------------- | ------- |
| OFC Champions League | Auckland City | Nueva Zelanda | 2011/12 |
| OFC Champions League | Auckland City | Nueva Zelanda | 2013    |